# Mothers Cry
Mothers Cry è un film del 1930 diretto da Hobart Henley e interpretato da Dorothy Peterson, Helen Chandler e David Manners.
Tratto dall'omonimo romanzo di Helen Grace Carlisle pubblicato a New York nel 1930, racconta la storia di una madre, rimasta vedova ancora giovane, che deve allevare i suoi quattro figli. Il film fu prodotto dalla First National Pictures che lo distribuì nelle sale con l'associata Warner Bros. il 7 dicembre 1930.

## Produzione
Il film fu prodotto dalla First National Pictures, dalla Vitaphone Corporation e dalla Warner Bros. Pictures (non accreditata).

## Distribuzione
Il copyright del film, richiesto dalla First National Pictures, Inc., fu registrato il 28 dicembre 1930 con il numero LP1879.
Distribuito dalla First National Pictures e dalla Warner Bros. Pictures, il film uscì nelle sale cinematografiche statunitensi il 7 dicembre dopo essere stato presentato in prima a New York il 4 dicembre 1930.